# Allan Kyambadde
Allan Kyambadde (Kampala, 15 gennaio 1996) è un calciatore ugandese, centrocampista del Petrojet e della nazionale ugandese.

## Carriera

### Club
Ha giocato nei campionati ugandese ed egiziano.

### Nazionale
È stato convocato per la Coppa d'Africa 2019.

## Palmarès

### Club

#### Competizioni nazionali
- Campionato ugandese: 1

Kampala City: 2019

#### Competizioni internazionali
- Coppa Kagame Inter-Club: 1

Kampala City: 2019